# محطة صويلح (الباص السريع)
تُعد محطة ركاب صويلح للباص السريع المبنى الرئيسي لحافلات سريعة التردد وللركاب في منطقة صويلح. صَدَرَ قرار إنشاء المحطة في عام 2017، وباشرت أمانة عمان بأعمال البناء في 30 مايو 2018. اُنتُهِي البناء في مطلع عام 2020، وافتُتِحَت المحطة في 27 يوليو 2021 بحضور رئيس الوزراء بشر الخصاونة.
مبنى المحطة هو المبنى المخصص لإدارة تشغيل الباص السريع ولنقطة بدء انطلاق الباص؛ فيبدأ مسار الذهاب من المحطة وتبدأ ساعات العمل من الساعة السادسة صباحاً وحتى الساعة العاشرة مساءً. يتكون المبنى من خمسة طوابق، طابق التسوية بالإضافة إلى أربعة طوابق علوية، بمساحة إجمالية تقارب 20 ألف متر مربع. للمبنى أيضاً مدخلين، النفق، وهو مدخل سفلي للحافلات سريعة التردد، ومخرج علوي يتصل بالجسر. يوجد أيضاً مصاعد وسلالم كهربائية متحركة.

## معرض صور

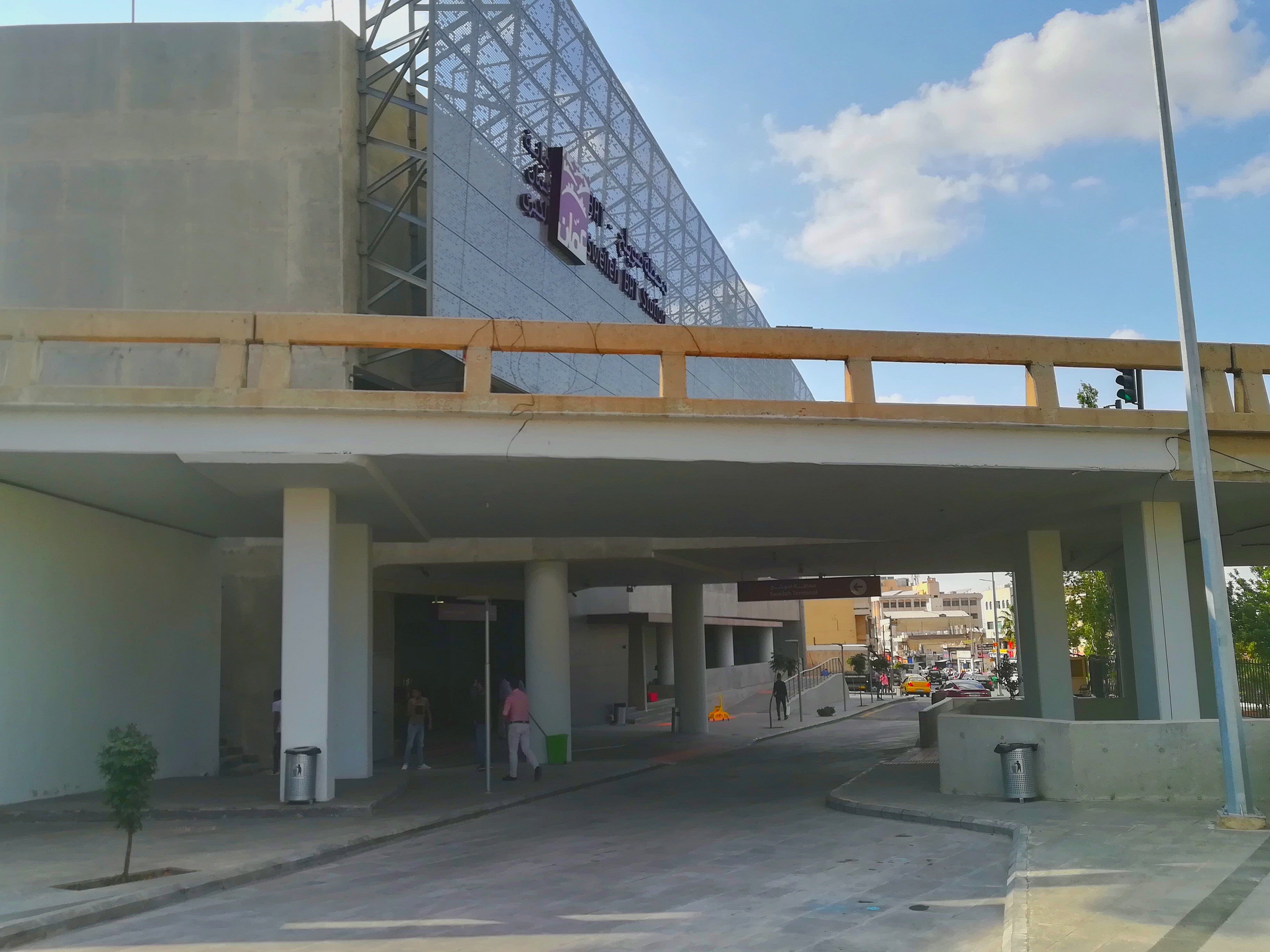
مبنى المحطة.
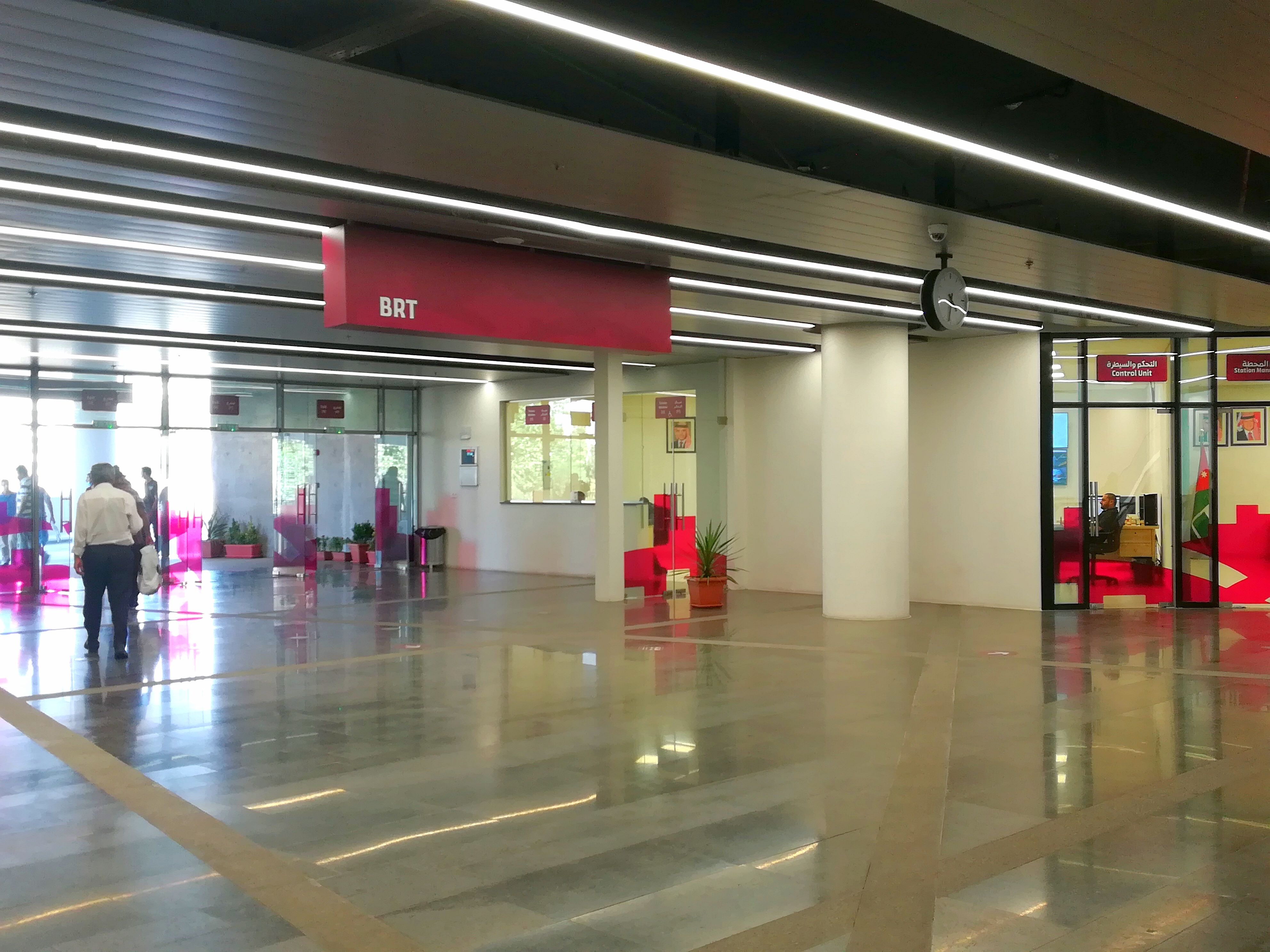
المحطة من الداخل.
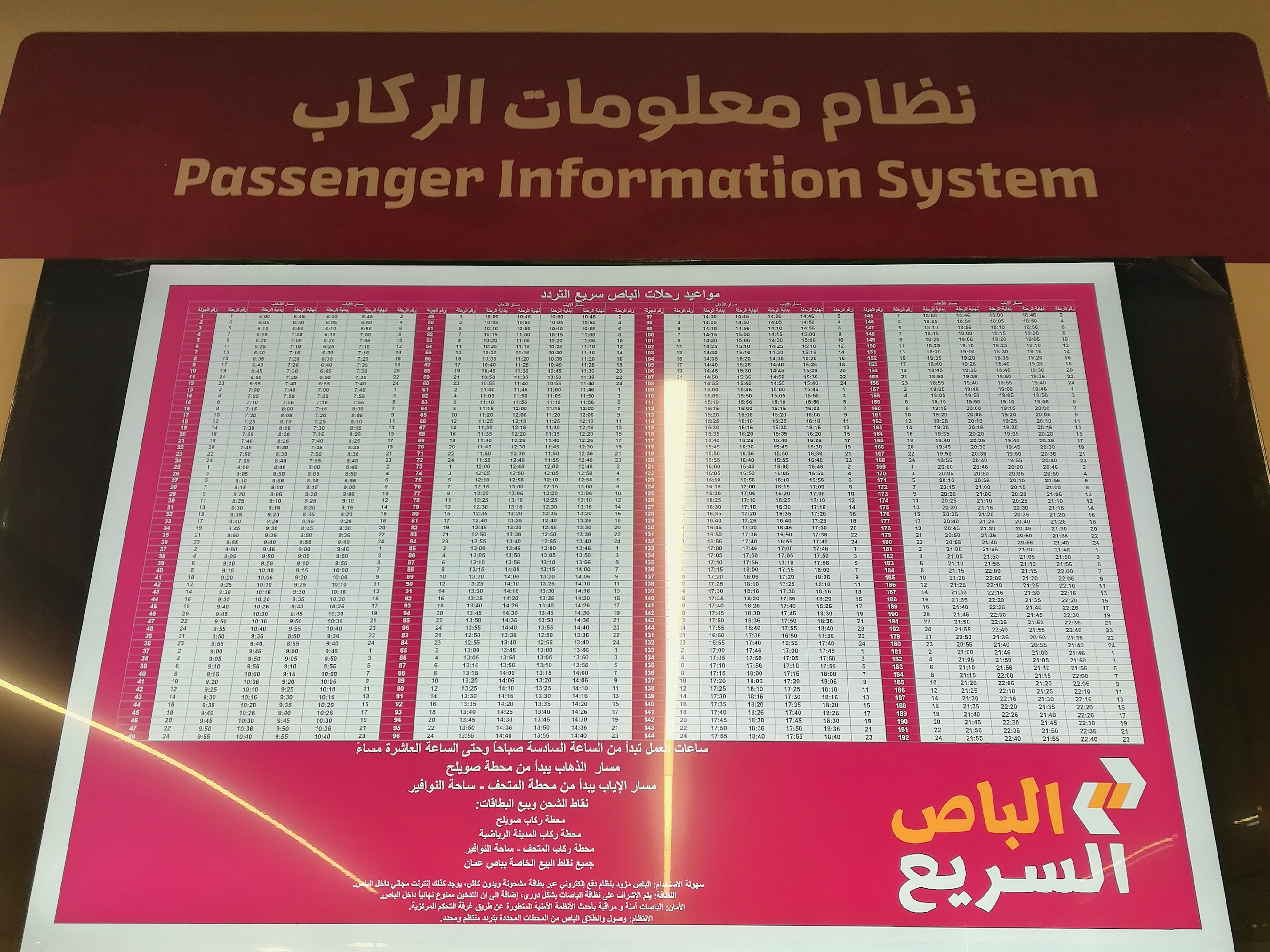
نظام معلومات الركاب.
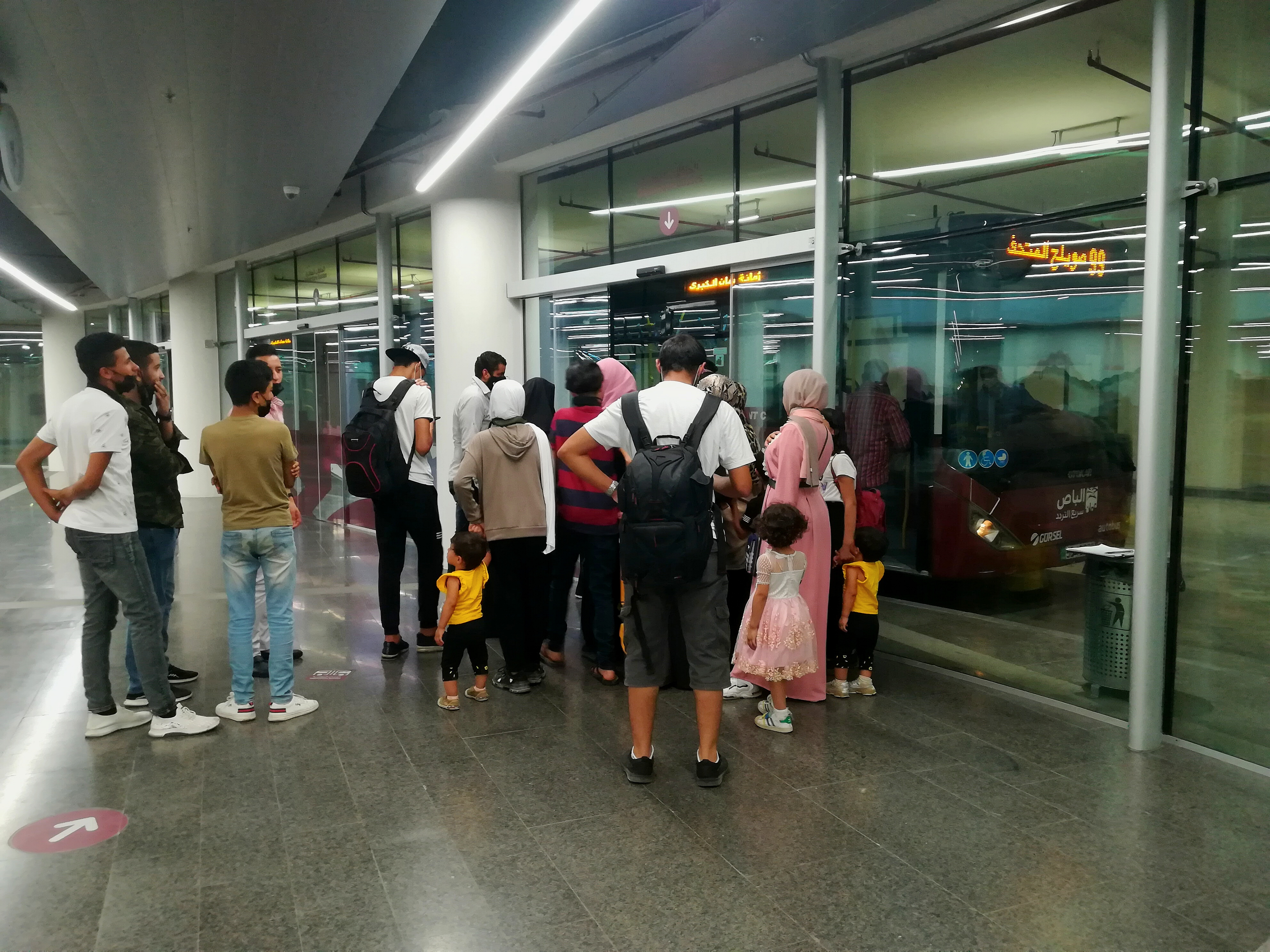
ركاب يصعدون على متن الحافلة.
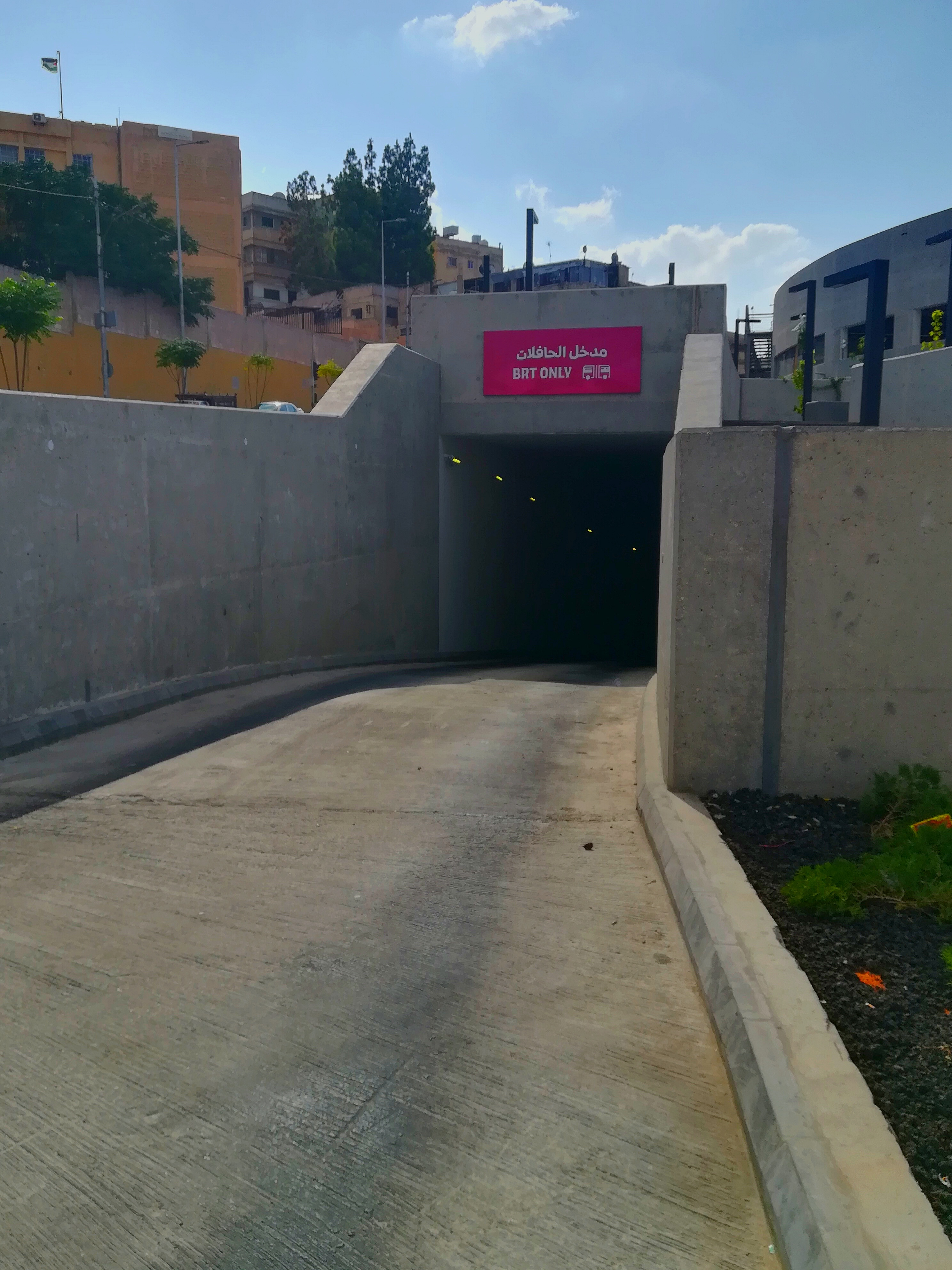
مدخل الحافلات.

## وصلات خارجية
- محطة صويلح – الباص السريع.
- تصميم و تنفيذ الهوية البصرية في الباص السريع – محطة صويلح | عمان – الأردن.